# Anželika Cholina

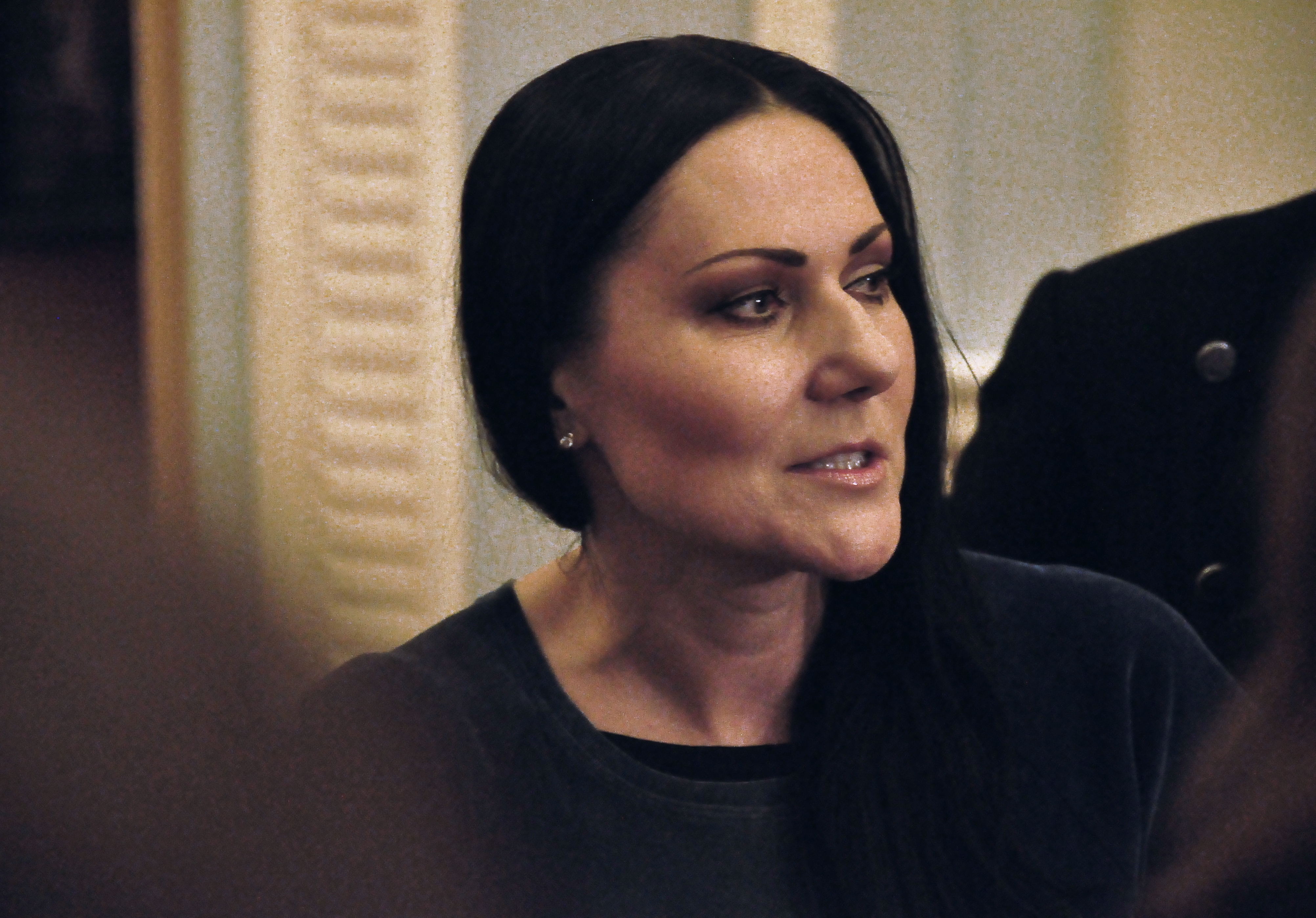
Anželika Cholina am Moskauer Wachtangow-Theater, 2013

Anželika Cholina (* 30. Juli 1970 in Vilnius) ist eine litauische Choreografin.

## Leben
Von 1976 bis 1981 besuchte Anželika Cholina den Tanzunterricht bei „Liepsnelė“ (Leiterin Lidija Motiejūnaitė) im Gewerkschaften-Kulturpalast Vilnius.
1989 absolvierte sie die Ballettschule Vilnius bei A. Nasvytienė und 1996 das Studium an der Russischen Akademie für Theaterkunst in Moskau (GITIS). Sie wurde Regisseurin–Ballettmeisterin. 
Ab 1998 lehrte sie an der Lietuvos muzikos ir teatro akademija in Vilnius. Seit 2000 leitet sie als Kunstleiterin ein eigenes Tanztheater (Anželikos Cholinos šokio teatras) mit der Fachrichtung Zeitgenössischer Tanz. Seit 2008 arbeitet sie mit dem Wachtangow-Theater und seit 2016 mit Bolschoi-Theater zusammen. Ihr Mitarbeiter war Regisseur Rimas Tuminas (Oper „Katerina Ismailowa“).

## Ehrung
- 2011: Orden für Verdienste um Litauen